# Darlan Cunha
Darlan Cunha (Río de Janeiro, Brasil, 16 de septiembre de 1985) es un actor brasileño. Es conocido por interpretar a Laranjinha en la serie de TV Ciudad de Hombres y por su actuación en el filme Ciudad de Dios. Cunha inició su carrera cuando fue elegido para el cortometraje Palace II junto con Douglas Silva. Ambos formarían el dúo Laranjinha y Acerola, el cual sería protagonista de la serie Ciudad de Hombres.

## Filmografía
- Cidade de Deus - 10 Anos Depois (2012)
- Tempos Modernos (2010, serie de TV)
- Caminho das Índias (2009, serie de TV)
- Ciudad de los hombres (2007)
- Siete Pecados (2007-2008, serie de TV)
- Meu Tio Matou um Cara (2004)
- Sítio do Picapau Amarelo (2002, serie de TV, un episodio)
- Ciudad de Dios (2002)
- Palace II (2000, cortometraje)
- Brava Gente (2000, serie de TV, un episodio)